# Differenza ontologica
La differenza ontologica è una locuzione con cui, in filosofia, si designa la differenza che distingue l'Essere dall'ente.

## Descrizione
La differenza ontologica rimanda a problematiche ontologiche e cosmologiche risalenti al periodo dell'influenza di Avicenna sulla Scolastica, ed è utilizzata nella filosofia contemporanea e in particolare da Martin Heidegger per sottolineare l'irriducibilità dell'Essere a qualsivoglia ente, sia pure perfettissimo e supremo. L'Essere, sottolinea Heidegger, non è l'ente: in questa formulazione, apparentemente elementare, svolge un ruolo decisivo la copula "è", la quale, mentre distingue l'Essere dall'ente, tuttavia ne esprime la fondamentale relazione. 
La differenza ontologica, infatti, non è una condizione di separazione; Essere e ente sono invece inscindibilmente legati e l'Essere è solo in quanto si manifesta nell'ente.
D'altra parte, secondo Heidegger, da tempo, soprattutto a causa dello sviluppo della metafisica, il pensiero ha perso la capacità di porre attenzione a tale differenza; l'uomo tende quindi a dimenticare l'Essere ed a considerarlo come un puro e semplice niente (posizione che si identifica col nichilismo). Usando la terminologia di Essere e tempo, ne consegue la riduzione dell'ente stesso a semplice-presenza (vorhanden), cioè a oggetto della contemplazione oggettivante, oppure come un "utilizzabile" (zuhanden) soggetto alla manipolazione arbitraria dell'uomo che, per così dire, perde di vista l'essenziale, conducendo la propria esistenza nell'inautenticità. Eppure «perfino il nichilismo come decadenza, il nichilismo per così dire "inautentico", si spiega soltanto in base al nichilismo "autentico", ossia alla funzione del nulla che condiziona la finitezza degli enti e la loro differenza dall'essere, e che nella storia della metafisica è stato in parte celato e occultato.» Su questo punto, celebre la polemica contro Sartre a cui, nella Lettera sull'umanismo (in tedesco: Über den Humanismus, 1947), Heidegger replica prendendo posizione contro qualsiasi forma di soggettivismo umanistico, tipico della modernità.
In realtà, anche l'uomo stesso è un ente, per meglio dire un Esserci, cioè l'ente in cui l'essere "ci è" e si "dis-vela": la capacità di pensare la differenza ontologica, che trova un corrispettivo teologico nel concetto-limite dell'«altro» da sé, riveste dunque un'importanza imprescindibile anche per l'uomo stesso dal punto di vista della sua condizione esistenziale.